# Astragalus mesites
Astragalus mesites är en ärtväxtart som beskrevs av Pierre Edmond Boissier och Friedrich Alexander Buhse. Astragalus mesites ingår i släktet vedlar, och familjen ärtväxter. Inga underarter finns listade i Catalogue of Life.